# Karabin Carcano Mod. 38

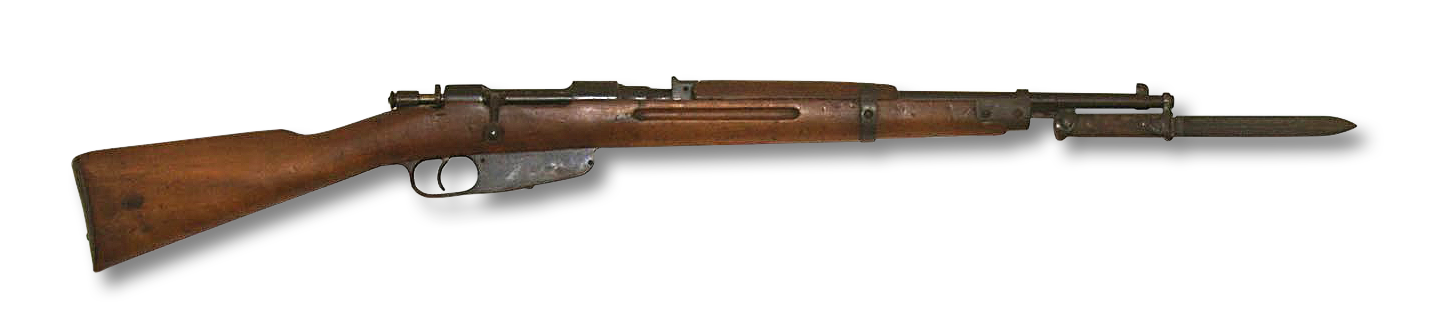
Karabinek w wersji Moschetto per Truppe Speciali Mod. 38

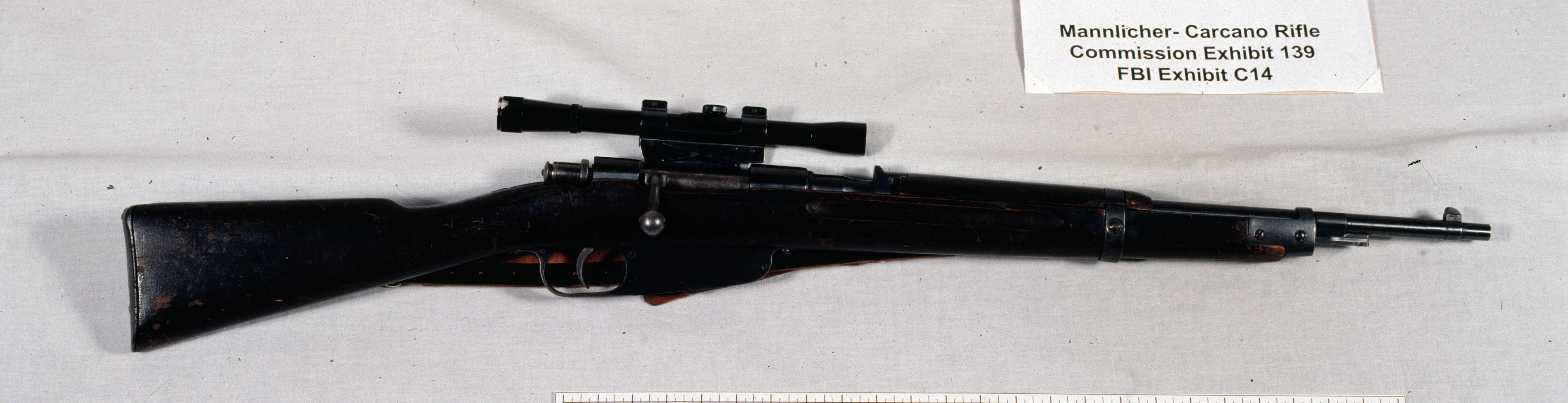
Karabinek z którego Lee Harvey Oswald miał zastrzelić prezydenta Johna F. Kennedy’ego

Carcano M1938 – włoski karabin, zmodyfikowana wersja karabinu Mod. 91 strzelająca pociskami 7,35 × 51 mm.
Podczas wojny włosko-abisyńskiej zauważono, że pocisk 6,5 × 52 mm słabo się sprawdza podczas walki zarówno na krótkich, jak i długich dystansach, postanowiono więc opracować nowy pocisk i odpowiednio zmodyfikowany karabin. Z powodu obaw o zamieszanie w transporcie amunicji do obu typów karabinów, postanowiono sprzedać je do Finlandii (około 94 000 sztuk), która z tego samego powodu przekazała karabiny oddziałom tyłowym. Pozostałe we Włoszech egzemplarze sprzedano do USA w latach 50. Z jednego z tych karabinów Lee Harvey Oswald miał zastrzelić w zamachu prezydenta Johna F. Kennedy’ego.